# كريبانط مقلم
كريبانط مقلم (الاسم العلمي:Cryptanthus bivittatus) هو نوع من النباتات يتبع جنس الكريبانط من الفصيلة البروميلية.